# Rudolf Höhnl
Rudolf Höhnl (* 21. April 1946 in Pernink) ist ein ehemaliger tschechoslowakischer Skispringer.

## Werdegang
In der Skisprungsaison 1964/65 gewann Höhnl ein internationales Springen in Immenstadt im Allgäu vor Sepp Zehnder und Max Bolkart. 1965/66 nahm er erstmals teil an der Vierschanzentournee, bei der er in Innsbruck mit Platz 12 sein bestes Resultat erzielte. Bei der Vierschanzentournee 1968/69 erreichte er in Partenkirchen und Bischofshofen mit dem sechsten Platz erstmals eine Platzierung unter den besten zehn. Bei der Nordischen Skiweltmeisterschaft 1970 verpasste er von der Normalschanze mit dem vierten Platz nur knapp die Medaillenränge. Am 3. Januar 1971 gelang ihm beim Springen in Innsbruck anlässlich der Vierschanzentournee 1970/71 erstmals mit einem dritten Platz der Sprung aufs Podium. Im gleichen Jahr gewann Höhnl die Springertournee der Freundschaft in der DDR. Nach weiteren guten Ergebnissen bei der Vierschanzentournee flog Höhnl bei der Skiflug-Weltmeisterschaft 1973 in Oberstdorf auf den fünften Platz. Fünf Tage später gewann er in Bischofshofen sein erstes Einzelspringen bei der Vierschanzentournee. Am Ende belegte er den 6. Platz in der Tournee-Gesamtwertung. Zudem gewann er am 23. Februar 1974 auf der Großschanze die Bronzemedaille bei der Nordischen Skiweltmeisterschaft im schwedischen Falun. Bei der Vierschanzentournee 1974/75 belegte er in der Gesamtwertung noch einmal den 7. Platz, bevor er sich mit einem 8. Platz bei der Vierschanzentournee 1975/76 von der internationalen Bühne verabschiedete.

## Erfolge

### Schanzenrekorde
| Ort           | Land       | Weite               | aufgestellt am | Rekord bis     |
| ------------- | ---------- | ------------------- | -------------- | -------------- |
| Bischofshofen | Österreich | 106,0 m (HS: 140 m) | 6. Januar 1975 | 6. Januar 1976 |